# Kerényi Attila
Kerényi Attila (Sátoraljaújhely,  1943. szeptember 23. – 2023. augusztus 26.) magyar geográfus, egyetemi tanár, az MTA doktora, a Debreceni Akadémiai Bizottság tagja, a Debreceni Egyetem Földtudományok Doktori Iskola vezetője (2013-ig)
a Debreceni Egyetem Tájvédelmi és Környezetföldrajzi Tanszékének professor emeritusa.
Legfontosabb kutatási témái a gyorsított erózió lineáris és areális formái, a vízerózió kvantitatív értékelése, terepi mérési módszereinek továbbfejlesztése, talajok erózióveszélyeztetettsége. Eróziós kutatásai elsősorban az 1970-es évek végétől a Bodrogkeresztúri félmedence területén folytatott nagyszabású kutatási programhoz, később pedig a Bükkalján végzett terepi mérésekhez kapcsolódnak. Az 1990-es évek elejétől figyelme az általános és regionális környezetvédelem, kvantitatív tájelemzés, tájértékelés, környezeti hatásvizsgálat irányába fordult. Szerepe a debreceni geográfusképzés megújításában és új szemléletének kialakításában mértékadó. A táj értelmezésével kapcsolatos alapvetően geográfiai szempontú nézeteit számos tudományos vitában állította szembe más tudományterületek (ökológia, tájtervezés) eltérő tájértelmezésével. Publikációs és kutatás-szervezői tevékenysége alapján személyisége a debreceni geográfus és környezettan képzésben iskolateremtő.
Tudományos közéleti munkája: A CATENA nemzetközi folyóirat szerkesztőbizottsági tagja 1994 óta. A MAB Föld- és Környezettudományi Bizottságának tagja 2000-06. Az MTA Komplex Bizottság tagja 2005-től. Az Általános Környezetvédelem (1995), illetve Környezettan (2003) című szakkönyvét földtudományi és környezettudományi egyetemi képzésekben országosan használják kötelező vagy ajánlott irodalomként.
Pro Natura díjas (2008).

## Legfontosabb munkái
- Kerényi A. 1991. Talajerózió – térképezés, laboratóriumi és szabadföldi kísérletek. Soil Erosion – Mapping, Laboratory and Field Experiments (Hungarian) – Akadémiai Kiadó, Budapest 219 p.
- Talaj – talajvédelem – talajhasználat; ELTE TTK, Bp., 1994 (Természeti és társadalmi környezetünk)
- Kerényi A. 1995. Általános környezetvédelem – Globális gondok, lehetséges megoldások – Mozaik Oktatási Stúdió, Szeged, 397 p.
- Környezetünk – egészségünk; Magazin, Bp., 1995
- Környezetvédelmi elvek a gyakorlatban; Kossuth Egyetemi, Debrecen, 1997
- Kerényi A. 2003. Környezettan – Természet és társadalom – globális nézőpontból – Mezőgazda Kiadó, Budapest, 470 p.
- Kerényi A. 2003. Európa természet- és környezetvédelme – Nemzeti Tankönyvkiadó, Budapest, 530 p.
- Faragó Tibor–Kerényi Attila: Nemzetközi együttműködés az éghajlatváltozás veszélyének, az üvegházhatású gázok kibocsátásának csökkentésére; Környezetvédelmi és Vízügyi Minisztérium–Debreceni Egyetem, Bp.–Debrecen, 2003
- Globális környezeti problémák és a riói megállapodások végrehajtásának helyzete; szerk. Faragó Tibor, Kerényi Attila; KVVM–DE, Bp.–Debrecen, 2004
- Kerényi A. 2007. Tájvédelem – Pedellus Kiadó, Debrecen, 184 p.
- Kerényi, A., McIntosh, R.W. 2020. Sustainable Development in Changing Complex Earth Systems, Springer, ISBN 978-3-030-21644-3, doi:10.1007/978-3-030-21645-0